# Maryam Namazie
Maryam Namazie (persiano:مریم نمازی; Teheran, maggio 1966) è un'attivista per i diritti umani inglese di origine iraniana, commentatrice e conduttrice televisiva. È la portavoce del Fitnah – Movimento per la liberazione delle donne, una legge per tutti e del Consiglio degli ex musulmani della Gran Bretagna. È nota per aver parlato contro l'Islam e l'islamismo e per aver difeso il diritto all'apostasia e alla blasfemia.

## Biografia
Namazie è nata nel 1966 a Teheran da Hushang e Mary Namazie, ma se n'è andata con la sua famiglia nel 1980 dopo la rivoluzione del 1979 in Iran. Successivamente ha vissuto in India, nel Regno Unito e negli Stati Uniti, dove ha iniziato l'università all'età di 17 anni.
La maggior parte dei suoi primi lavori si è concentrata sui diritti dei rifugiati, in particolare in Sudan, Turchia e Iran, e ha condotto attivamente una campagna contro la legge della sharia. Namazie è diventata famosa a metà degli anni 2000 per le sue posizioni pro-laicità e per le sue critiche al trattamento delle donne sotto i regimi islamici. Nel 2015, le sue lezioni sono state osteggiate da gruppi che l'hanno etichettata come troppo provocatoria.

## Lavorare con gli immigrati
Namazie ha lavorato per la prima volta con i rifugiati etiopi in Sudan. Dopo un colpo di Stato militare nel 1989, quando la legge islamica è stata istituita in Sudan, la sua organizzazione clandestina in difesa dei diritti umani, Human Rights Without Frontiers, è stata scoperta, lei è stata minacciata dalla sicurezza sudanese e ha dovuto lasciare il paese. Tornata negli Stati Uniti nel 1990, è diventata la fondatrice del Comitato per l'assistenza umanitaria ai rifugiati iraniani (CHAIR). Nel 1994 ha lavorato con i rifugiati iraniani in Turchia e ha prodotto un film sulla loro situazione. Namazie è stata poi eletta Direttrice Esecutiva dell'International Federazione dei rifugiati iraniani con filiali in più di venti paesi. Ha condotto diverse campagne, in particolare contro le violazioni dei diritti umani dei rifugiati in Turchia. Ha anche trasmesso programmi via televisione satellitare in inglese: TV International.

## Attivismo

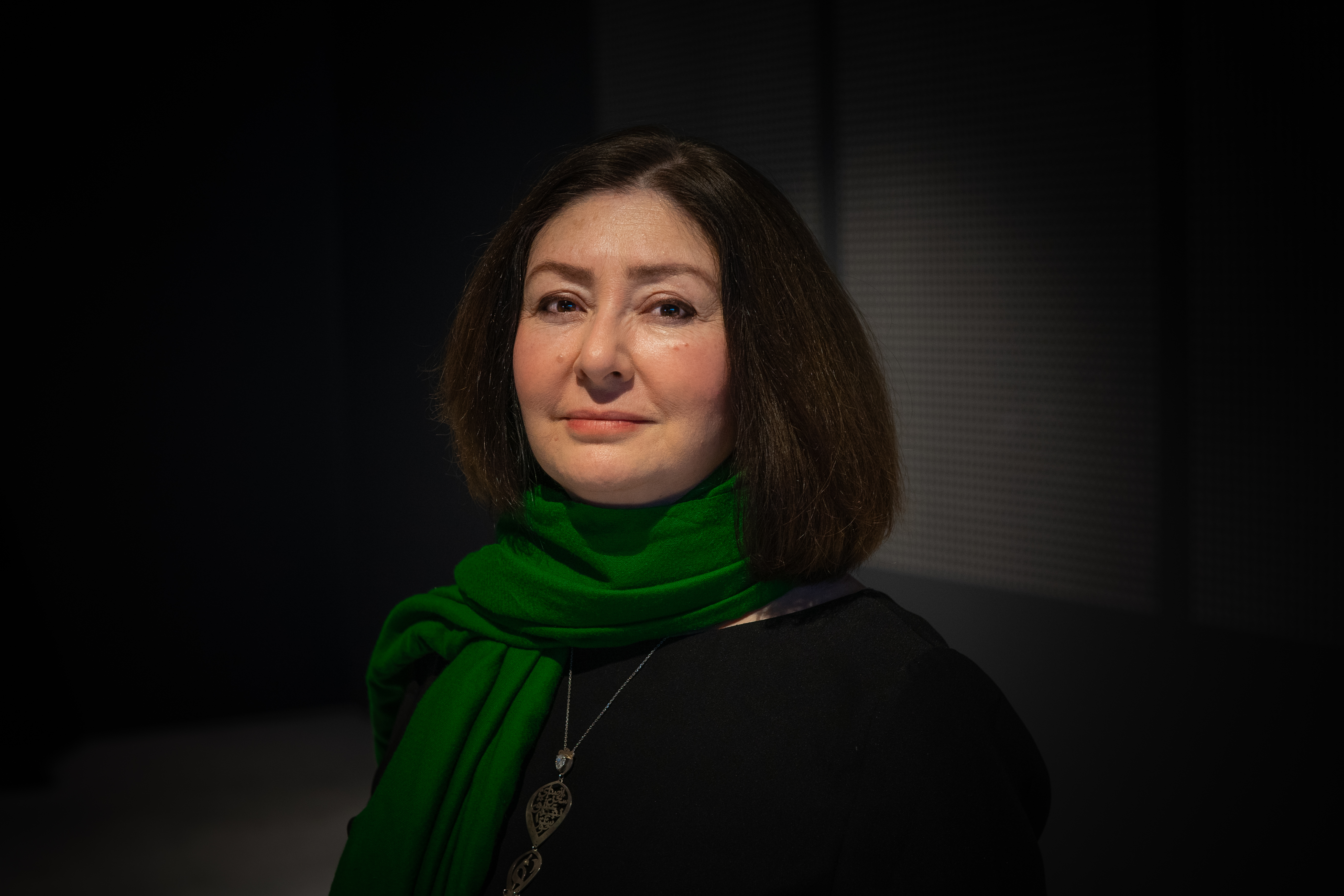
Maryam Namazie nel 2019 alla conferenza atea a Oslo, organizzata da Ateistene e dall'Associazione Umanista Norvegese

Il 30 settembre 2005 apparvero sul quotidiano danese Jyllands-Posten (e poi sul giornale norvegese ad ispirazione cristiana protestante Magazinet), dodici illustrazioni satiriche su Maometto che scatenarono una serie di violenti proteste nel mondo islamico. In quel periodo, Namazie ha intensificato il suo impegno contro l'Islam politico. All'inizio del 2006, in risposta alla polemica sulle vignette su Maometto, ha co-firmato il Manifesto dei 12, in seguito pubblicato sulla rivista satirica francese Charlie Hebdo, insieme a Ayaan Hirsi Ali, Chahla Chafiq, Caroline Fourest, Bernard-Henri Lévy, Irshad Manji, Mehdi Mozaffari, Taslima Nasreen, Salman Rushdie, Antoine Sfeir, Philippe Val e Ibn Warraq.  Il manifesto inizia così: "Dopo aver sconfitto il fascismo, il nazismo e lo stalinismo, il mondo si trova ora di fronte a una nuova minaccia totalitaria globale: l'islamismo". Namazie ha detto in un'intervista del 2006 che la risposta del pubblico "è stata travolgente. Molti ritengono che un tale manifesto sia estremamente tempestivo, mentre naturalmente ci sono le solite lettere di odio da parte degli islamisti".
Namazie ha fatto una campagna per la laicità e ha criticato l'Islam in Iran e a livello internazionale, anche in Canada e in Gran Bretagna, dove attualmente vive. In numerosi articoli e dichiarazioni pubbliche ha sfidato il relativismo culturale e l'Islam politico. Queste attività sono state riconosciute dalla National Secular Society con il premio Secularist of the Year 2005, rendendola la prima destinataria.
Crede che la Gran Bretagna dovrebbe vietare il niqab, e alle donne sotto i 18 anni dovrebbe essere vietato di indossare l'hijab. È stata la portavoce del Fitnah-Movement for Women's Liberation, un movimento di protesta che, secondo il loro sito web, "chiede libertà, uguaglianza e laicità e chiede la fine delle leggi e dei costumi culturali, religiosi e morali misogini, del velo obbligatorio, dell'apartheid sessuale, del traffico sessuale e della violenza contro le donne". Namazie dice che il nome del movimento, "fitna", è una sfida al profeta islamico Maometto che, sostiene Namazie, ritrae le donne come fonte di danno e afflizione in un hadith. Spiega che, anche se il termine è generalmente percepito come negativo, il fatto che le donne che vengono chiamate fitnah siano quelle che "sono disobbedienti, che trasgrediscono le norme, che rifiutano, che resistono, che si ribellano, che non si sottomettono" lo rende adatto a un movimento di liberazione delle donne. Ha aggiunto che Fitnah ha una rilevanza globale.
Namazie ha denunciato le discriminazioni che le donne devono subire sotto il regime islamico: "Dal fatto stesso che sei una cittadina di seconda classe, anche la tua testimonianza legalmente vale la metà di quella di un uomo, se sei una ragazza ottieni la metà di quello che ottiene un ragazzo in eredità. Devi essere velata se sei una ragazza o una donna, e ci sono alcuni campi dell'istruzione o del lavoro che ti sono preclusi perché sei considerata emotiva". Paragona la situazione delle donne sotto i regimi islamici di oggi alle disuguaglianze sociali sotto l'apartheid in Sudafrica, e cita come esempi l'esistenza di ingressi separati per le donne negli uffici governativi e la separazione con una tenda di uomini e donne nelle aree di balneazione nel Mar Caspio.
Dopo che Mina Ahadi ha lanciato il Consiglio centrale degli ex-musulmani in Germania nel gennaio 2007, Namazie ha co-fondato il Consiglio degli ex-musulmani della Gran Bretagna (CEMB) a giugno, ed è stata coinvolta nella fondazione del ramo olandese a settembre: il Comitato centrale per gli ex-musulmani, un'iniziativa di Ehsan Jami. I rappresentanti dei tre consigli ex-musulmani hanno firmato una "Dichiarazione europea di tolleranza". L'ascesa delle organizzazioni ex-musulmane è stata descritta dall'eurodeputata Sophie in 't Veld come un "nuovo Rinascimento". La stessa Namazie ha paragonato la rottura dei tabù e il coming out degli apostati musulmani con l'emancipazione degli omosessuali.
Nel febbraio 2008, Namazie e Ahadi sono state selezionate tra le prime 45 "Donne dell'anno 2007" da Elle Quebec per il loro ruolo nella fondazione dei consigli ex-musulmani. Sebbene il Comitato olandese per gli ex-musulmani sia stato sciolto nel 2008, le sue controparti britanniche e tedesche sono state rafforzate con un ramo francese: su iniziativa di Waleed Al-Husseini è stato fondato il Consiglio degli ex-musulmani di Francia il 6 luglio 2013, in cui Namazie è stata nuovamente coinvolta. Namazie è stata nominata in Victims of Intimidation: Freedom of Speech within Europe's Muslim Communities, un rapporto della fine del 2008 su 27 personaggi pubblici europei di origine islamica che sono stati al centro dell'attenzione dei terroristi sulla base di ciò che hanno detto su questioni come l'Islam, l'omosessualità o l'esperienza religiosa.
Dal 1982 esiste un Consiglio islamico della Sharia nel Regno Unito e i tribunali islamici della sharia sono autorizzati a pronunciarsi su questioni familiari (matrimonio, divorzio, eredità, custodia dei figli) secondo l'Arbitration Act 1996. Namazie si batte contro questi problemi sotto il nome di "Una legge per tutti". Ritiene che la sharia sia discriminatoria e ingiusta, soprattutto nei confronti di donne e bambini: "I diritti e la giustizia sono destinati alle persone, non alle religioni e alle culture", ha detto. L'azione è stata lanciata il 10 dicembre 2008 in occasione del 60° anniversario della Dichiarazione universale dei diritti dell'uomo.
Namazie si è anche espressa contro il relativismo culturale per quanto riguarda i diritti umani e l'uguaglianza, denunciando il fatto che il relativismo culturale ignora le violazioni dei diritti umani e l'oppressione delle donne nei paesi governati dagli islamisti, con la scusa che queste azioni fanno parte della cultura dei paesi in cui si verificano. Ha anche sottolineato di credere che i più grandi oppositori della sharia e dell'islamismo siano proprio le persone che hanno vissuto sotto il suo dominio, e che nessuno dovrebbe avere diritti inferiori per essere nato nel luogo in cui è nato.
Il 15 settembre 2010, Namazie, insieme ad altre 54 personalità pubbliche, ha firmato una lettera aperta pubblicata su The Guardian, affermando la loro opposizione alla visita di Stato di Papa Benedetto XVI nel Regno Unito.
Namazie è stata la relatrice principale alla World Atheist Convention 2011 a Dublino, dove ha affermato che attualmente è in corso una "Inquisizione islamica"; che etichettare le persone e i paesi come prima di tutto "islamici" o "musulmani" nega la diversità degli individui e delle società e dà agli islamisti maggiore influenza; che i diritti umani non sono "occidentali" ma universali; e che la parola "islamofobia" è sbagliata perché non è una forma di razzismo, perché la paura dell'Islam e l'opposizione contro di esso non è infondata, ma addirittura necessaria. Un discorso simile ha fatto a Salt Lake City alla Convention Nazionale degli Atei Americani del 2014 opponendosi all'uso del velo.
Dopo il gesto della blogger egiziana Aliaa Magda Elmahdy, che ha postato foto di se stessa nuda per provocare gli islamisti, Namazie ha lanciato nel febbraio 2012 un calendario con foto di attiviste nude, con tra gli altri l'ucraina Alena Magela del gruppo FEMEN. Namazie ha detto: "Gli islamisti e la destra religiosa sono ossessionati dai corpi delle donne. Vogliono farci tacere, farci andare velati e incatenati nella vita. La nudità rompe i tabù ed è un importante mezzo di resistenza". Ha definito l'atto di Elmahdy "un urlo contro l'islamismo" e "l'ultimo atto di ribellione". Namazie sottolinea la differenza tra i musulmani da un lato, credenti come gli altri, e gli islamisti dall'altro, che sono pericolosi perché formano movimenti politici repressivi che hanno preso il potere in alcuni paesi. Sostiene che tutti i movimenti religiosi di destra sono fondamentalmente gli stessi.
Nel settembre 2015, il sindacato degli studenti dell'Università di Warwick l'ha brevemente bandita da un discorso in programma nel campus organizzato dalla Warwick Atheists, Secularists and Humanists' Society a causa del timore che potesse "incitare all'odio" degli studenti musulmani dell'università. In un'intervista con Simon Gilbert del Coventry Telegraph, ha detto: "Mi fa arrabbiare il fatto che siamo tutti messi in una piccola scatola e che chiunque critichi l'Islam sia etichettato come razzista. Non è razzista, è un diritto fondamentale. ... Il movimento islamico è un movimento che massacra le persone in Medio Oriente e in Africa. È importante per noi parlarne e criticarlo". Il bando fu revocato dopo pochi giorni.
Nel dicembre 2015 ha tenuto una conferenza sulla blasfemia alla Goldsmiths University di Londra, sponsorizzata dalla società atea, laica e umanista dell'università. Durante il suo discorso, i membri della Società Islamica dell'università hanno causato problemi spegnendo la sua presentazione PowerPoint quando Namazie ha mostrato un cartone animato della serie Jesus and Mo. Alcuni degli studenti sono stati accusati di aver lanciato minacce. In risposta all'incidente, la Società Femminista dell'università ha rilasciato una dichiarazione su Tumblr, esprimendo sostegno alla Società Islamica e condannando la Società Atea, Laica e Umanista per aver invitato a parlare all'università  "noti islamofobi".
Namazie è la portavoce di Una legge per tutti e del Consiglio degli ex musulmani della Gran Bretagna, socio onorario della National Secular Society,  patrono del Pink Triangle Trust. È anche coinvolta nel Comitato internazionale contro la lapidazione. In passato è stata portavoce di Iran Solidarity e di Equal Rights Now - Organizzazione contro la discriminazione delle donne in Iran.

## Politica

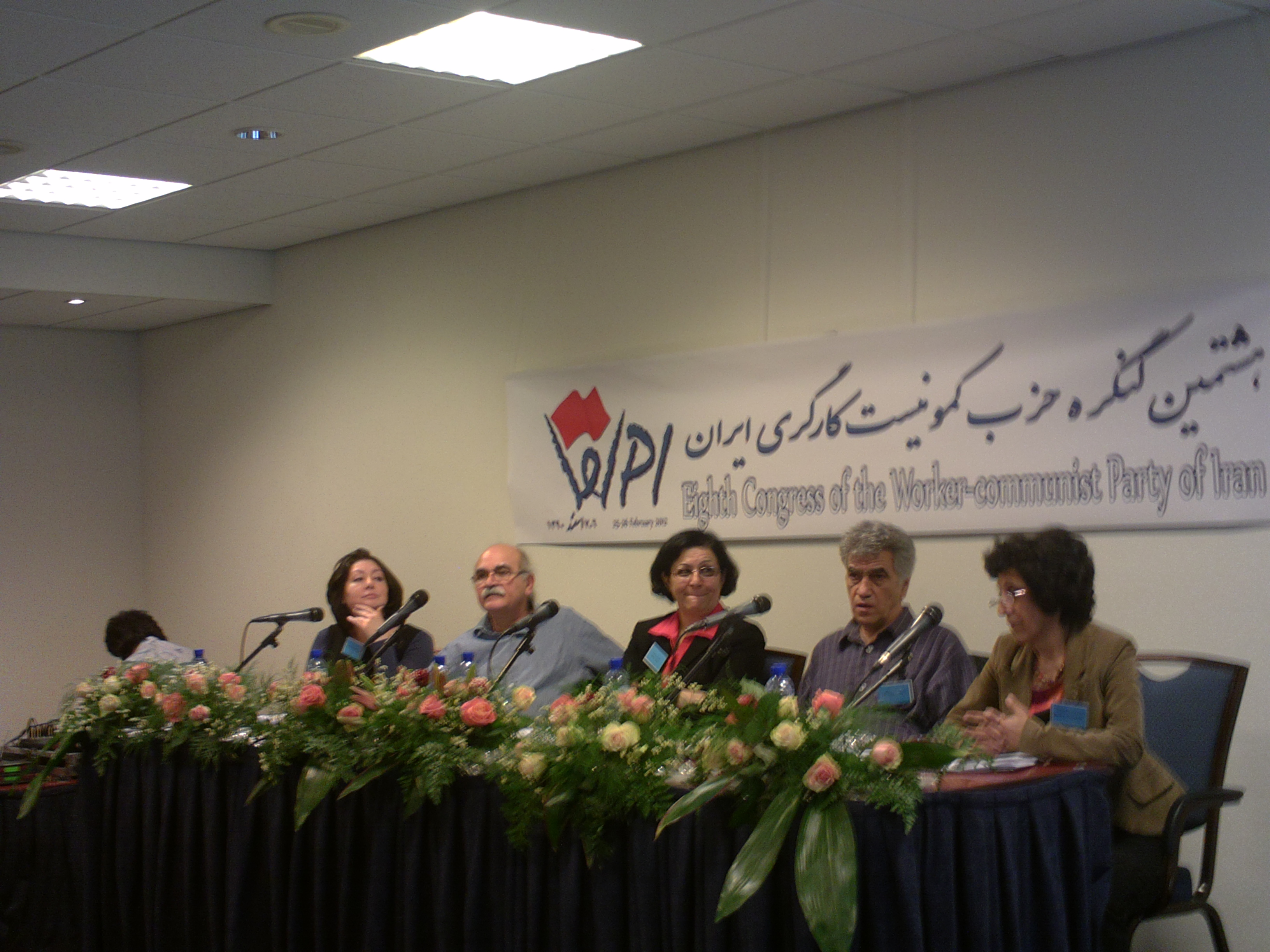
Namazie all'ottavo congresso WPI (Worker-communist Party of Iran)

Maryam Namazie era un membro del Comitato Centrale del Partito Comunista Operaio dell'Iran, come redattrice per la Rivista Comunista Operaia. Sostenne idee ispirate al comunismo operaio, in particolare quelle del teorico iraniano Mansoor Hekmat. Maryam Namazie e Fariborz Pooya si sono dimessi dall'appartenenza al Partito Comunista Operaio dell'Iran il 1º gennaio 2009. Il segretario del Comitato Centrale, Hamid Taqvaie, ha accettato le loro dimissioni, dicendo che il partito avrebbe "continuato a sostenere le [loro] attività sociali e le campagne contro l'Islam politico", e ha espresso la speranza che Namazie e Pooya avrebbero continuato a lavorare al programma Bread and Roses.
Namazie ha preso fortemente le distanze dai gruppi anti-islamici di estrema destra, che non considera alleati, ma nemici.  Alla Conferenza mondiale degli atei a Dublino nel 2011, riferendosi all'estrema destra, ha detto che "sono come gli islamisti" e che i musulmani hanno bisogno di uguale protezione davanti alla legge, mentre ha sottolineato la necessità di poter criticare la religione.  Ha condannato con forza i movimenti di estrema destra dopo gli attacchi terroristici alle moschee di Christchurch, in Nuova Zelanda, che hanno tolto la vita a 50 vittime, affermando che "siamo al fianco dei musulmani di tutto il mondo che affrontano discriminazione, violenza e terrore".

## Opere
- (con Nuala Mahmoud, Atoosa Khatiri), Status politico e legale degli apostati nell'Islam. Consiglio degli ex-musulmani di Gran Bretagna CEMB, Londra 2013, ISBN 0-9926038-0-3 (80 pp.).
- (con altri 7 autori), La lotta per la laicità in Europa e Nord America: le donne di origine migrante di fronte all'ascesa del fondamentalismo. Dossier 30/31. Verlag Donne che vivono sotto le leggi musulmane WLUML, Londra 2011, ISBN 1-907024-22-0.
- (con Yassi Atasheen, Anna Waters), Legge della Sharia in Gran Bretagna. Una minaccia per una legge unica per tutti e uguali diritti. Una legge per tutti, Londra 2010, ISBN 0-9566054-0-0
- Le minoranze non sono comunità omogenee. Intervista a Julia Hoffmann, in jungle world, 50, 15 dicembre 2016, p. 17 (Stampa: con foto Namazies)
- La politica del tradimento, postfazione a John Miller. Schierarsi con l'oppressore. La sinistra filo-islamista. Una legge per tutti, Londra 2015, pp. 57 e seguenti.
- (con Adam Barnett), Nemici, non alleati: l'estrema destra. Una legge per tutti, Londra 2011, ISBN 978-0-9566054-3-6

## Premi e riconoscimenti
- 2007 - Una delle 45 migliori donne dell'anno (Eine der Top 45 Women of the Year) , votata dalla rivista Elle Quebec.[48]
- 2016 - Premio Internazionale per la Laicità (International Secularism Prize),  assegnato il 2 novembre dal Comité Laïcité République di Parigi.[49]
- 2020 - Premio IBKA "Sapio" (assegnato il 10 settembre 2022 a Colonia).[50]

## Documentari
Namazie è presente in questi film documentari:
- Among Nonbelievers (2015), regia di Dorothée Forma, prodotto da HUMAN
- Islam's Non-Believers (2016), regia di Deeyah Khan, prodotto da Fuuse